# Карага (село)
Карага — село в Карагинском районе Камчатского края России. Административный центр и единственный населённый пункт одноимённого сельского поселения.

## Этимология
Название в переводе с коряк. Коранынын — «оленное место» (в литературном корякском звук р отсутствует, речь идёт об алюторском или паланском).

## История
Статус и границы сельского поселения установлены Законом Корякского автономного округа от 2 декабря 2004 года № 365-ОЗ «О наделении статусом и определении административных центров муниципальных образований Корякского автономного округа».

## Население
| 1939 | 2002 | 2008 | 2010 | 2012 | 2013 | 2014 |
| ---- | ---- | ---- | ---- | ---- | ---- | ---- |
| 442  | ↗503 | ↘472 | ↘337 | ↘335 | ↘324 | ↘319 |
| 2015 | 2016 | 2017 | 2018 | 2019 | 2020 | 2021 |
| ↘310 | ↘290 | ↘279 | ↘268 | ↗273 | ↗282 | ↗320 |

## Улицы
- ул. Лукашевского,
- ул. Обухова,
- ул. Солодчука.